# Dynamic Tower
La Dynamic Tower (Torre Dinámica) fue un proyecto visionario de un rascacielos en la ciudad de Dubái, en los Emiratos Árabes Unidos.
Se usaría como hotel y también como residencial, y su costo rondaría los $541.000.000. La construcción estaba prevista que se iniciara en 2008, pero debido a la crisis financiera mundial, y a la recesión en el mercado inmobiliario de Dubái, no se pudo construir. 
Años más tarde, 2013, David Fisher, fundador y presidente del Dynamic Architecture Group, dijo que tenía nuevos planes para esta torre que tendría 80 plantas y haría un giro completo de 360° cada 90 minutos. Todos los detalles de la ubicación de la torre, la financiación y el plazo de construcción no se revelaron, como dijo David Fisher, quería mantener en secreto lo que sería una "sorpresa".

## Diseño
El diseño incluyó cerca de 79 turbinas de viento gigantes que van a generar electricidad para alimentar a la rotación de las plantas.
Se apoyará en un núcleo central, donde se encontrarán todas las conexiones, además de los ascensores. Cada apartamento será un piso completo, además su propietario podrá decidir con total libertad la velocidad del giro, mediante comandos de voz. 
Para conseguir que el edificio sea completamente verde y respetuoso con el medio ambiente,por lo que quieren que la electricidad que se consuma sea mediante turbinas eólicas. 